# 巴特帕尔拉尼
巴特帕尔拉尼（Bhatpar Rani），是印度北方邦Deoria县的一个城镇。总人口12494（2001年）。

## 人口
该地2001年总人口12494人，其中男性6533人，女性5961人；0—6岁人口1898人，其中男976人，女922人；识字率62.59%，其中男性为71.59%，女性为52.73%。